# Биатлон на зимните олимпийски игри 2006

## Индивидуално
- Мъже

| Място          | Спортист             | Държава  | Време        |
| -------------- | -------------------- | -------- | ------------ |
| Златен медал   | Михаел Грайс         | Германия | 54:23,0      |
| Сребърен медал | Оле Ейнар Бьорндален | Норвегия | + 0:16 min   |
| Бронзов медал  | Халвард Ханеволд     | Норвегия | + 1:08,9 min |
| 4              | Сергей Чепиков       | Русия    | + 1:09,7 min |
| 5              | Марек Матиашко       | Словакия | + 1:25,6 min |

- Жени

| Място          | Спортист            | Държава  | Време   |
| -------------- | ------------------- | -------- | ------- |
| Златен медал   | Светлана Ишмуратова | Русия    | 49:24,1 |
| Сребърен медал | Олга Пильова        | Русия    | +45,5   |
| Бронзов медал  | Мартина Глагов      | Германия | +1:10,8 |
| 4              | Албина Ахатова      | Русия    | +1:30,9 |
| 5              | Андреа Хенкел       | Германия | +2:22,2 |

## Спринт
- Мъже

| Място          | Спортист         | Държава  | Време |
| -------------- | ---------------- | -------- | ----- |
| Златен медал   | Свен Фишер       | Германия |       |
| Сребърен медал | Халвард Ханеволд | Норвегия |       |
| Бронзов медал  | Фруде Андресен   | Норвегия |       |
| 4              | Венсан Дефран    |          |       |
| 5              | Иван Черезов     | Русия    |       |

- Жени

| Място          | Спортист              | Държава | Време |
| -------------- | --------------------- | ------- | ----- |
| Златен медал   | Флоранс Баверел Робер |         |       |
| Сребърен медал | Анна Карин Улофссон   |         |       |
| Бронзов медал  | Лилия Ефремова        |         |       |
| 4              | Албина Ахатова        | Русия   |       |
| 5              | Олена Зубрилова       |         |       |

## Преследване
- Мъже

| Място          | Спортист             | Държава  | Време |
| -------------- | -------------------- | -------- | ----- |
| Златен медал   | Венсан Дефран        |          |       |
| Сребърен медал | Оле Ейнар Бьорндален | Норвегия |       |
| Бронзов медал  | Свен Фишер           | Германия |       |
| 4              | Илмарс Брицис        |          |       |
| 5              | Халвард Ханеволд     | Норвегия |       |

- Жени

| Място          | Спортист            | Държава  | Време |
| -------------- | ------------------- | -------- | ----- |
| Златен медал   | Кати Вилхелм        | Германия |       |
| Сребърен медал | Мартина Глагов      | Германия |       |
| Бронзов медал  | Албина Ахатова      | Русия    |       |
| 4              | Светлана Ишмуратова | Русия    |       |
| 5              | Микела Понца        |          |       |

## Масов старт
- Мъже

| Място          | Спортист | Държава | Време |
| -------------- | -------- | ------- | ----- |
| Златен медал   |          |         |       |
| Сребърен медал |          |         |       |
| Бронзов медал  |          |         |       |
| 4              |          |         |       |
| 5              |          |         |       |

- Жени

| Място          | Спортист | Държава | Време |
| -------------- | -------- | ------- | ----- |
| Златен медал   |          |         |       |
| Сребърен медал |          |         |       |
| Бронзов медал  |          |         |       |
| 4              |          |         |       |
| 5              |          |         |       |

## Щафета
- Мъже

| Място          | Държава  | Време |
| -------------- | -------- | ----- |
| Златен медал   | Германия |       |
| Сребърен медал | Русия    |       |
| Бронзов медал  | Франция  |       |
| 4              | Швеция   |       |
| 5              | Норвегия |       |

- Жени

| Място          | Държава  | Време |
| -------------- | -------- | ----- |
| Златен медал   | Русия    |       |
| Сребърен медал | Германия |       |
| Бронзов медал  | Франция  |       |
| 4              | Беларус  |       |
| 5              | Норвегия |       |